# Elizabeth Lindström
Marlene Elizabeth Andersson Lindström, ofta refererad till som Bettan, född 14 mars 1989 i Angereds församling i Göteborg, är en svensk pardansare, tävlande för DK Rocksulan i Karlstad, Värmland, som 2016, 2017, 2018 och 2019 vunnit Svenska mästerskapet i bugg tillsammans med danspartnern Karl Lettenström. Åren dessförinnan kom hon flera gånger fyra på SM i bugg tillsammans med sin dåvarande danspartner Andreas Larsson.
Elizabeth vann år 2014 även SM-guld i dubbelbugg tillsammans med Ida Hansson och Jonathan Haug.

## Övrig verksamhet
Utöver tävlingsdansare så är Elizabeth konstnär med motiv som "RödBjörn", "GrönBjörn" och "Consider it Hjort" med flera. 